# Frank (cognome)
Frank è un cognome.

## Etimologia
L'etimologia di Frank è la stessa del nome proprio Franco. Dall'antico germanico, significa letteralmente uomo libero, connotazione storica ed epiteto con il quale venivano in genere inquadrati dai Latini gli individui appartenenti ai popoli celtici, comunemente detti in epoca romana, i Franchi ed appunto di condizione libera; il nome ha origini etniche, infatti, i Franchi, antica popolazione culturalmente germanica, usavano il loro nome anche come nome proprio di persona, Franck-o, Franc(h)o e poi anche Franck-a.

## Persone
- Andre Gunder Frank, sociologo ed economista tedesco
- Anna Frank, adolescente ebrea, autrice di un celebre diario
- Bruno Frank, scrittore tedesco
- Hans Frank, gerarca nazista tedesco
- Helmar Frank, matematico ed esperantista tedesco
- Il'ja Michajlovič Frank, fisico sovietico
- Jacqueline Frank, pallanuotista statunitense
- Jason David Frank, attore statunitense
- Karl Hermann Frank, capo nazista cecoslovacco
- Lawrence Frank, allenatore di pallacanestro statunitense
- Mathias Frank, ciclista su strada svizzero
- Melvin Frank, regista statunitense
- Nino Frank, critico italiano
- Otto Frank, imprenditore ebreo, padre di Anna Frank
- Paul Frank, diplomatico statunitense
- Robert Frank, fotografo e regista svizzero
- Semën Ljudvigovič Frank, filosofo e psicologo russo
- Torben Frank, ex calciatore danese
- Tellis Frank, cestista statunitense